# Nikola Fraňková
Nikola Fraňková (ur. 7 lutego 1988 w Brnie) – czeska tenisistka; mistrzyni juniorskiego US Open 2005 w grze podwójnej.
Fraňková treningi tenisowe rozpoczęła w wieku siedmiu lat. W 2002 roku zadebiutowała w rozgrywkach juniorskich Międzynarodowej Federacji Tenisowej. Największe sukcesy odnosiła w grze podwójnej. Zagrała w półfinale US Open 2004, partnerując Ágnes Szávay. W parze z Węgierką w styczniu 2005 doszła do finału wielkoszlemowego Australian Open. Decydujące starcie przegrały z Wiktoryją Azaranką i Mariną Erakovic, eliminując wcześniej między innymi Angelique Kerber i Timeę Bacsinszky. We wrześniu, u boku Alisy Klejbanowej, wygrała swoją pierwszą i jedyną imprezę w juniorskim Wielkim Szlemie, triumfując na nowojorskim Flushing Meadows. W finale Czeszka i Rosjanka były lepsze od Aleksy Glatch i Vanii King. 29 marca 2005 Fraňková zajmowała najwyższe, dwunaste miejsce, w kombinowanym rankingu juniorskim.
W czerwcu 2003 zadebiutowała w kobiecych imprezach ITF. Trzy lata później odniosła swoje pierwsze zwycięstwo w tym cyklu, triumfując w rywalizacji deblistek w Campobasso w parze z Klejbanową. W tym samym sezonie odnotowała wygrane z Lenzerheide z Lucie Kriegsmannovą, w Opolu, Prerovie i w Valasske Mezirici z Andreą Hlaváčkovą (w dwóch spośród tych finałów Czeszki ogrywały Olgę Brózdę i Natalię Kołat). W marcu 2007 dołożyła do kolekcji zwycięstwo z Buchen, tym razem u boku Magdaleny Kiszczyńskiej. W marcu 2008 wygrała dwie imprezy z Anastasiją Pawluczenkową, miało to miejsce w Sankt Petersburgu i Moskwie. Od tego czasu dochodzi maksymalnie do finałów turniejowych. Jej największe osiągnięcia w startach indywidualnych to między innymi finał w Buchen z 2007 roku oraz finały w Mińsku i Iraputo z roku 2008.
W maju 2005 po raz pierwszy w karierze próbowała swoich sił w eliminacjach do turnieju WTA w Pradze, odpadła w drugiej rundzie. Rok później organizatorzy tej imprezy przyznali jej dziką kartę i w swoim pierwszym meczu w WTA Tour przegrała z Szachar Pe’er. W maju 2009 wzięła udział w eliminacjach w Warszawie, ulegając od razu Nice Ožegović. Porażką w pierwszej rundzie kwalifikacji zakończyły się też jej występy w Portorożu i Taszkencie.

## Wygrane turnieje rangi ITF
| turnieje z pulą nagród 100 000 $ |
| turnieje z pulą nagród 75 000 $  |
| turnieje z pulą nagród 50 000 $  |
| turnieje z pulą nagród 25 000 $  |
| turnieje z pulą nagród 15 000 $  |
| turnieje z pulą nagród 10 000 $  |

### Gra pojedyncza
|    | Data       | Turniej | ($)    | Naw.   | Finalistka           | Wynik    |
| 1. | 12/09/2011 | Antalya | 10 000 | twarda | Francesca Stephenson | 6:4, 6:3 |

## Finały juniorskich turniejów wielkoszlemowych

### Gra podwójna (1)
| Końcowy wynik | Rok  | Turniej         | Nawierzchnia | Partnerka        | Przeciwniczki                      | Wynik finału |
| Finalistka    | 2005 | Australian Open | Twarda       | Ágnes Szávay     | Wiktoryja Azaranka Marina Erakovic | 0:6, 2:6     |
| Zwyciężczyni  | 2005 | US Open         | Twarda       | Alisa Klejbanowa | Alexa Glatch Vania King            | 7:5, 7:6     |